# Syzygium amplexicaule
Syzygium amplexicaule är en myrtenväxtart som först beskrevs av Dc., och fick sitt nu gällande namn av Nambiyath Puthansurayil Balakrishnan. Syzygium amplexicaule ingår i släktet Syzygium och familjen myrtenväxter.
Artens utbredningsområde är Bangladesh. Inga underarter finns listade i Catalogue of Life.